# Maria Civit i Llobera
Maria Civit i Llobera (Rocafort de Queralt, 18 de febrer de 1683 - Valls, 16 de juliol de 1761) fou una mestressa de casa i remeiera catalana que s'ocupà també dels assumptes del seu marit.

## Biografia
Maria Civit i Llobera es casà als 21 anys, el 7 d'abril de 1704, amb Pere Anton Veciana i Rabassa (Sarral, 1682 - Valls, 1735), a la parròquia de les Piles, on un oncle i padrí del futur contraient feia de rector. A més Maria era propietària i terratinent de les Piles, lloc on el matrimoni va anar a viure. Segons els inspectors de l'Orde de Santiago de mig segle després, els Civit de Rocafort eren donzells, i posseïen al carrer del Forn "una casa pairal mediana con escudo de armas de piedra blanca sobre la puerta principal de ella y encima se ve un morrión con sus plumas y dentro un castillo y al pie de él dos perros luchando". Encara es conserva la seva casa natal a Rocafort de Queralt, dita avui ca l'Eulàlia, al carrer Major 7.
Maria sabia llegir i escriure, a diferència del seu marit, rambler i fill de ramblers, que era analfabet, però que acabà sent finalment batlle de Valls. Serà ella qui, per tant, durant anys escriurà les cartes del fundador i comandant en cap dels mossos d'esquadra. També l'ajudava en la gestió econòmica familiar, estenia els rebuts i portava els comptes del negoci de compra i venda de mules. A més, és força possible que Maria ensenyés a Veciana de llegir i escriure, o almenys a signar.
Maria Civit era clienta de l'apotecari-llibreter doctor Gassol, el qual li llogava de tant en tant algun dels seus dos-cents volums de temàtica diversa: vides de sants, devocionaris, tractats d'aritmètica i medicina, d'herboristeria i de farmàcia, llibres de conjurs, novel·les morals, llibres històrics... Aquesta formació cultural autodidacta va ser de gran utilitat a Maria i al seu espòs, tant per a la gestió econòmica del seu patrimoni com per a la projecció pública del cap militar dels mossos. Tanmateix cal destacar la faceta guaridora de Maria: en la documentació de la família Veciana es troben gran quantitat de notes de remeis de puny i lletra de Maria, on convergien les receptes terapèutiques dels tractats que llegia amb les remeis populars de la tradició oral. La persecució de partides rebels als Borbons i de colles de bandolers va deixar malferit en diverses ocasions el batlle de Valls, que fou curat per la seva dona amb preparacions que aquesta deixà per escrit.
Dels 12 o 13 fills que va tenir la parella només en van sobreviure quatre, entre ells Pere Màrtir Veciana i Civit. Maria va tenir uns parts treballosos, i per això va fer testament en diverses ocasions. Morí als 78 anys, després de vint-i-cinc anys de viduïtat.